# ジーニー・ペッパー
ジーニー・ペッパー（Jeannie Pepper、1958年7月9日 - ）は、アメリカ合衆国出身のポルノ女優。アフリカ系アメリカ人。

## 来歴
1984年後半、26歳の時に映画『ブラック・タブー』でポルノ界にデビューし、以来200本以上のポルノ映画に出演した。異人種間、黒人同士、レズビアン、アナルセックス、二穴（膣とアナルへの同時挿入）など様々なシーンに出演している。
1997年にレジェンズ・オブ・エロティカとAVN殿堂双方のメンバーに加えられた。いずれもアフリカ系アメリカ人としては初であった。皮肉にもこれによりギャラが跳ね上がり、オファーが減少して女優としては半ば引退状態となった。ポルノ映画に散発的に復帰する以前の1998年、1年間ヨーロッパに滞在してダンスツアーにスポット参加した。その後も両大陸で活動している。2001年には自身のウェブサイトを開設し、活動の拠点としている。2008年にはXRCO殿堂のメンバーにも加えられた。
2002年10月、イーストコースト・ビデオショーにおいてペッパーが特別功労賞を受賞した際プレゼンターを務めたロン・ジェレミーは彼女を「最も初期にスクリーン上に登場した魅力的なアフリカ系アメリカ人女性の1人」と評した。ジェレミーはペッパーと共演しているだけではなく、『ブラック・チックス・イン・ヒート』(1988年)や『ブラックス・ネクスト・ドア』(1988年)などの彼の初期の監督作品には彼女が出演している。
『ザ・マリブ・ビーチ・バンパイアズ』(1991年) や『ハイスクール・ハイ』(1996年) などの一般映画にジョーン・ルーデルスタイン(Joan Rudelstein)の名で出演している。

## 私生活
ジョン・ドラゴンというドイツ人カメラマンと結婚していた。ドラゴンは妻のポルノ出演には一定の理解を示し、結婚期間中も出演をセーブする事は無かったが、のちに結局離婚している。ドラゴンは1994年にペッパーが主演した『スウィート・センセーションズ』という映画で監督を務めている。

## 受賞歴
- 1997年 AVN殿堂顕彰
- 2008年 XRCO殿堂顕彰
- 2008年 アーバンXアワード殿堂顕彰[13]

## 関連書籍
- Marvin, Louis (1987). The New Goddesses. Malibu, California: AF Press. ISBN 978-0912442990